# Sun Industry Standards Source License
Die SISSL (Sun Industry Standards Source License) ist eine Lizenz für freie Software vom Unternehmen Sun Microsystems. Sie wurde durch die Open Source Initiative (OSI) als Freie-Software-Lizenz anerkannt.
Hauptsächlich bezieht sich diese Lizenz auf den XML-Standard und die APIs, die für OpenOffice.org verwendet werden. Die Lizenz besagt, dass man alles mit dem unter ihr lizenzierten Code tun kann, solange man diese beiden Standards beibehält. Andernfalls müssen die Änderungen publik gemacht werden.
Sun hat am 2. September 2005 angekündigt, die SISSL in Zukunft weder selbst zu nutzen, noch anderen zur Nutzung zu empfehlen.
Auch OpenOffice.org hat daraufhin beschlossen, diese Lizenz in Zukunft nicht mehr zu verwenden.
Bekanntester Nutzer von OpenOffice.org-Code auf Basis der SISSL-Lizenz ist IBM, die den SISSL-lizenzierten Code für ihre IBM-Workplace-Software einsetzen.